# L'Esprit des péninsules
L'Esprit des péninsules est une maison d'édition fondée en 1993 par Éric Naulleau et disparue en 2007. Elle est spécialisée dans la littérature étrangère et notamment celle des péninsules de l'Europe (ibérique, balkanique, scandinave) mais aussi du monde arabe.

## Historique
Au moment de trouver un nom à sa maison d'édition, Éric Naulleau se souvient de ce que lui avait dit un jour le romancier Yordan Raditchkov : 

« Ce qui nous unit aux Scandinaves, nous, les Balkaniques, c'est peut-être l'esprit des péninsules. »

En 1998, l'Esprit des péninsules devient, grâce au financement de l'écrivain et musicien espagnol Rodrigo de Zayas, une SARL dont Éric Naulleau assure la gestion. 
La collection « L'Alambic », créée en 1997, passe en 2006 au catalogue de L'Arbre vengeur.
En 2003, Éric Naulleau dépose la marque à son nom, sans en informer son associé, ce pourquoi il est condamné pour manœuvre frauduleuse, le jeudi 4 novembre 2010, par la cour d'appel de Paris,, comme le révèle le journaliste du JDD Mathieu Deslandes.
En 2007, la maison est placée en redressement judiciaire, avant que sa liquidation ne soit ordonnée. La même année, son catalogue est racheté par Jean-Claude Gawsewitch Éditeur et les éditions Balland, pour lesquelles Éric Naulleau travaille justement comme éditeur depuis 2006.